# Вестеа (Пескара)
Вестеа (итал. Vestea) је насеље у Италији у округу Пескара, региону Абруцо.
Према процени из 2011. у насељу је живело 218 становника. Насеље се налази на надморској висини од 591 м.